# Klubowy Puchar Europy kobiet w szachach (2004)
2004 – dziewiąty sezon Klubowego Pucharu Europy kobiet w szachach. Rozgrywki odbyły się w Izmirze w dniach 3–9 października 2004 roku. Tytuł zdobył gruziński NTN Tbilisi.

## Format rozgrywek
Turniej odbywał się systemem szwajcarskim na dystansie siedmiu rund. W przypadku identycznej liczby punktów decydowała łączna liczba punktów uzyskanych przez zawodniczki, a przy dalszej równości – system Buchholza.

## Uczestnicy
W nawiasie podano średni ranking Elo. Źródło: OlimpBase
- NTN Tbilisi (2419)
- Herzliya Chess Club (2145)
- FINEK Petersburg (2402)
- Ładja Kazań (2362)
- Michaił Czigorin Petersburg (2265)
- BAS Belgrad (2374)
- Internet-CG Podgorica (2380)
- Jugović Kać (2282)
- Kristallens SK (2132)
- Marmaris Belediyesi SK (1600)

## Rozgrywki

### Runda 1
Źródło: OlimpBase
3 października 2004
| Jugović Kać – NTN Tbilisi 1:3                       |
| FINEK Petersburg – Michaił Czigorin Petersburg 3½:½ |
| Herzliya Chess Club – Internet-CG Podgorica ½:3½    |
| BAS Belgrad – Kristallens SK 3:1                    |
| Marmaris Belediyesi SK – Ładja Kazań 0:4            |

### Runda 2
Źródło: OlimpBase
4 października 2004
| NTN Tbilisi – FINEK Petersburg 2½:1½               |
| Ładja Kazań – BAS Belgrad ½:½                      |
| Internet-CG Podgorica – Marmaris Belediyesi SK ½:½ |
| Jugović Kać – Herzliya Chess Club ½:3½             |
| Michaił Czigorin Petersburg – Kristallens SK 3½:½  |

### Runda 3
Źródło: OlimpBase
5 października 2004
| NTN Tbilisi – Internet-CG Podgorica 3:1       |
| BAS Belgrad – Michaił Czigorin Petersburg 2:2 |
| Herzliya Chess Club – Ładja Kazań 1:3         |
| Kristallens SK – FINEK Petersburg 0:4         |
| Marmaris Belediyesi SK – Jugović Kać 0:4      |

### Runda 4
Źródło: OlimpBase
6 października 2004
| Ładja Kazań – NTN Tbilisi 2:2                           |
| Internet-CG Podgorica – BAS Belgrad 3:1                 |
| FINEK Petersburg – Jugović Kać 3:1                      |
| Michaił Czigorin Petersburg – Herzliya Chess Club 1½:2½ |
| Kristallens SK – Marmaris Belediyesi SK ½:½             |

### Runda 5
Źródło: OlimpBase
7 października 2004
| BAS Belgrad – NTN Tbilisi 1:3                            |
| Ładja Kazań – Internet-CG Podgorica 3:1                  |
| Herzliya Chess Club – FINEK Petersburg 1:3               |
| Marmaris Belediyesi SK – Michaił Czigorin Petersburg 0:4 |
| Jugović Kać – Kristallens SK 2:2                         |

### Runda 6
Źródło: OlimpBase
8 października 2004
| NTN Tbilisi – Michaił Czigorin Petersburg 2½:1½ |
| FINEK Petersburg – Ładja Kazań 3½:½             |
| Internet-CG Podgorica – Jugović Kać 3:1         |
| Kristallens SK – Herzliya Chess Club 2:2        |
| BAS Belgrad – Marmaris Belediyesi SK 4:0        |

### Runda 7
Źródło: OlimpBase
9 października 2004
| NTN Tbilisi – Kristallens SK 3½:½                |
| FINEK Petersburg – Internet-CG Podgorica 2½:1½   |
| Michaił Czigorin Petersburg – Ładja Kazań 1½:2½  |
| Jugović Kać – BAS Belgrad 1:3                    |
| Marmaris Belediyesi SK – Herzliya Chess Club 0:4 |

## Klasyfikacja
Źródło: OlimpBase
| Msc | Zespół                      | M | W | R | P | Pkt |
| --- | --------------------------- | - | - | - | - | --- |
| 1   | NTN Tbilisi                 | 7 | 6 | 1 | 0 | 13  |
| 2   | FINEK Petersburg            | 7 | 6 | 0 | 1 | 12  |
| 3   | Ładja Kazań                 | 7 | 4 | 2 | 1 | 10  |
| 4   | Internet-CG Podgorica       | 7 | 4 | 0 | 3 | 8   |
| 5   | BAS Belgrad                 | 7 | 4 | 0 | 3 | 8   |
| 6   | Herzliya Chess Club         | 7 | 3 | 1 | 3 | 7   |
| 7   | Michaił Czigorin Petersburg | 7 | 2 | 1 | 4 | 5   |
| 8   | Kristallens SK              | 7 | 1 | 2 | 4 | 4   |
| 9   | Jugović Kać                 | 7 | 1 | 1 | 5 | 3   |
| 10  | Marmaris Belediyesi SK      | 7 | 0 | 0 | 7 | 0   |